# Schuch Timuzsin
Schuch Timuzsin (teljes nevén Schuch István Timuzsin; Nagyatád, 1985. június 5. –) magyar kézilabdázó, a magyar férfi kézilabda-válogatottban a mezszáma az 5. Válogatottként részt vett a több Európa-bajnokságon és világbajnokságon, valamint a 2012. évi nyári olimpiai játékokon.

## Sportpályafutása

### Klubcsapatban
Nagyatádon született, később szüleivel Csurgóra költöztek és 12 évesen ott kezdett el kézilabdázni. Középiskolai tanulmányai miatt került Veszprémbe, ahol a felnőttcsapatban 19 esztendősen egy Pick Szeged elleni győztes meccsen mutatkozott be. 2005-től Győrben játszott majd 2007-ben Romániába a HCM Constanţa-hoz igazolt és itt 2009 és 2010-ben is bajnokságot nyertek, valamint bemutatkozhatott a Bajnokok Ligájában is. 2011 nyarától újra Veszprémbe került és hároméves szerződést írt alá a MKB Veszprém KC csapatával.
A bakonyi klubbal kétszer is Bajnokok Ligája-döntőben szerepelhetett, de mindkét alkalommal elveszítették azt csapatával, 2015-ben a Barcelona, 2016-ban a Vive Kielce ellen. Suchot három alkalommal is a BL-idény legjobb védőjátékosának választották. Hétszeres kupagyőztes és hatszoros bajnok a Veszprémmel, kétszer a regionális SEHA-ligát is megnyerte csapatával. 2018 nyarától a Ferencvárosi TC játékosa.

### A válogatottban
A magyar válogatottban mind a hat mérkőzésen játszott az Újvidéken rendezett 2012-es Európa-bajnokságon. Londonban tagja volt a 2012. évi nyári olimpiai játékokon negyedik helyet szerző férfi kézilabda-válogatottnak.

## Családja
Édesapja magyar, míg édesanyja, Pürev Dorzshand mongol származású, aki Budapesten tanult és itt találkozott a férjével, aki korábban szintén kézilabdázott. Szülei a két nemzet nagyságai közül választották keresztneveit, mongol származású nevét, a Timuzsint Dzsingisz kán gyermekkori neve (Temüdzsin) után kapta, míg magyar keresztneve az István.

## Eredményei

### Klubcsapatban
- magyar bajnok: 2005, 2012, 2013, 2014, 2015, 2016, 2017
- Magyar kézilabdakupa győztes: 2012, 2013, 2014, 2015, 2016, 2017, 2018
- román bajnok: 2009, 2010

### A válogatottban
Eddigi legjobb eredményei a magyar férfi kézilabda-válogatottban:
- Junior férfi kézilabda világbajnokság: 2005, bronzérmes
- Európa bajnoki 8. (Szerbia, 2012)
- Olimpiai 4. (London, 2012)

## Díjai, elismerései
- Magyar Ezüst Érdemkereszt (2012)
- EHF Champions League: Best defender (2012/13)
- EHF Champions League: Best defender (2013/14)